# 翠屏区
翠屏区为四川省宜宾市的市辖区，位于四川盆地南缘。翠屏区是宜宾市的中心城区，处于金沙江、岷江、长江三江汇合点处；故为“万里长江第一城”。
1951年，由宜宾县城区析置宜宾市（县级），属宜宾专区。1996年，设立地级宜宾市。1997年1月，经中国国务院批准由原县级宜宾市改设翠屏区。 2018年7月经国务院批准，撤销宜宾县，设立宜宾市叙州区，以原宜宾县（不含孔滩镇、王场镇、白花镇、永兴镇、双谊镇）和翠屏区南岸街道、赵场街道、南广镇行政区域为叙州区的行政区域，叙州区人民政府驻柏溪镇县府街123号；将原宜宾县的孔滩镇、王场镇、白花镇、永兴镇、双谊镇划归宜宾市翠屏区管辖。
面积1131.02平方公里，全区辖10镇、3乡、11个街道办事处，2008年年末全区户籍总人口79.62万人。地势呈南北两翼高而中部低，总体由西向东倾斜，主要地貌有低山、丘陵、槽谷、河谷平坝。
经宜宾县撤县设区后，全区辖8个街道办事处、18个镇。

## 行政区划
翠屏区下辖8个街道办事处、12个镇：
西郊街道、安阜街道、白沙湾街道、象鼻街道、沙坪街道、合江门街道、大观楼街道、双城街道、李庄镇、菜坝镇、金坪镇、牟坪镇、李端镇、宗场镇、宋家镇、思坡镇、白花镇、双谊镇、永兴镇和金秋湖镇。

## 文物保护单位
全国重点文物保护单位7处：真武山古建筑群、中国营造学社旧址、旋螺殿、五粮液老窖池遗址、宜宾大观楼、旧州塔、宜宾流杯池石刻。
省级文物保护单位9处：李庄东岳庙、翠屏书院、东山白塔和七星山黑塔、李庄禹王宫、李庄张家祠、中央研究院旧址、“德盛福”“元兴和”酒窖、玄义玫瑰堂、大佛沱摩崖造像。